# Buccochromis atritaeniatus
Espèce
Statut de conservation UICN

 DD  : Données insuffisantes
Buccochromis atritaeniatus est une espèce de poissons de la famille des Cichlidés endémique du lac Malawi en Afrique.